# Инцидент с A380 над Атлантикой
Инцидент с A380 над Атлантикой — авиационная авария, произошедшая 30 сентября 2017 года. Авиалайнер Airbus A380-861 авиакомпании Air France выполнял регулярный межконтинентальный рейс AF066 по маршруту Париж—Лос-Анджелес, но через 3 часа и 59 минут после взлёта у него произошел неконтролируемый отказ и разрушение двигателя №4 на правом крыле (оторвались ступица вентилятора и воздухозаборник); его обломки рухнули на территории Гренландии. Через 2 часа и 7 минут после отказа двигателя самолёт совершил аварийную посадку в Хаппи-Валли-Гуз-Бее (Канада), никто из находившихся на его борту 521 человека (497 пассажиров и 24 члена экипажа) не пострадал.
Инцидент с рейсом 066 стал вторым происшествием с самолётом Airbus A380, произошедшим из-за неконтролируемого отказа двигателя (после инцидента над Батамом, 2010 год).

## Самолёт
Airbus A380-861 (регистрационный номер F-HPJE, серийный 052) был выпущен в 2010 году (первый полёт совершил 10 августа под тестовым б/н F-WWAN). 17 мая 2011 года был передан авиакомпании Air France. Оснащён четырьмя турбовентиляторными двигателями Engine Alliance GP7270. На день инцидента налетал 27 184 часа.

## Экипаж
Состав экипажа рейса AF066 был таким:
- Командир воздушного судна (КВС) — 60-летний Дэвид Уоллсуорт (фр. David Wallsworth). Очень опытный пилот, управлял самолётами Boeing 737, Airbus A330, Airbus A340 и Boeing 747. В должности командира Airbus A380 — с 2011 года. Налетал 19 568 часов (15 260 из них в должности КВС), 3249 из них на Airbus A380.
- Второй пилот — 45 лет, опытный пилот, управлял самолётами Airbus A320 и Boeing 747. В должности второго пилота Airbus A380 — с 2016 года. Налетал 8549 часов, 796 из них на Airbus A380.
- Сменный второй пилот — 42 года, опытный пилот, управлял самолётами Airbus A320, Boeing 747 и Boeing 777. В должности второго пилота Airbus A380 — с 2017 года. Налетал 8811 час, 260 из них на Airbus A380.

В салоне самолёта работал 21 бортпроводник.

## Хронология событий
Рейс AF066 вылетел из Парижа в 09:50 UTC, на его борту находились 24 члена экипажа и 497 пассажиров.
В 13:49, когда самолёт летел над Атлантическим океаном у южной оконечности Гренландии на крейсерском эшелоне FL380 (11 600 метров), произошло разрушение вентилятора двигателя №4, которое повлекло за собой отрыв воздухозаборника. Чтобы предотвратить пожар двигателя, пилоты тут же отключили подачу авиатоплива, а также гидравлическую и электрическую системы и начали снижение. В 15:42 UTC (12:42 по местному времени), через 2 часа и 2 минут после отказа двигателя, рейс AF066 совершил аварийную посадку на базе Гуз-Бей Королевских ВВС Канады в городе Хаппи-Валли-Гуз-Бей. Разрушение двигателя №4 произошло в 150 километрах от Паамиута (Гренландия). На день инцидента двигатель наработал 3527 циклов «взлёт-посадка».
Из находившихся на борту рейса 066 521 человека никто не пострадал. Пассажирам не разрешили выйти из A380 до прибытия двух самолётов Air France, поскольку аэродром авиабазы Гуз-Бей не был оборудован для приёма более 15 пассажиров.
Утром 1 октября прибыли 2 самолёта авиакомпании Air France — Boeing 777, совершивший два рейса до Атланты (Джорджия) и чартерный Boeing 737, доставивший пассажиров прямо в Лос-Анджелес с промежуточной посадкой в Виннипеге.
Многие пассажиры рейса 066 ещё во время полёта разместили в социальных сетях фотографии и видео повреждённого двигателя №4; также в сети появились видео посадки лайнера, снятые очевидцами с земли.

## Расследование
Air France выпустила пресс-релиз, в котором сообщалось, что в настоящее время ведётся расследование для определения причин отказа двигателя, в котором участвуют представители Бюро по расследованию и анализу безопасности гражданской авиации (BEA), компании «Airbus» и авиакомпании Air France. Совет по безопасности транспорта Канады (TSBC), отвечающий за расследование авиационных происшествий в Канаде, также планировал направить своих следователей, но поскольку инцидент произошел над Гренландией, юрисдикцию над расследованием имел Совет по расследованию несчастных случаев Дании (AIB).
3 октября 2017 года авиационные власти Дании полностью передали расследование BEA, к которому подключились следователи из Дании, США и Канады. Советники из «Airbus», Air France и «Engine Alliance» (партнёрство между «General Electric» и «Pratt & Whitney») также прилетели в Хаппи-Валли-Гуз-Бей. Сразу было установлено, что ступица вентилятора двигателя №4 оторвалась во время полёта и увлекла за собой воздухозаборник. Примерно через 6 дней (9 октября) обломки двигателя №4 были обнаружены в Гренландии.
BEA заявило, что «восстановление недостающих частей, особенно фрагментов ступицы вентилятора, является ключом к расследованию», и в 2018 году организовало крупную поисковую операцию, включая пролеты самолётов Dassault Falcon 20, оснащённых радарами с синтезированной апертурой, однако не смогло обнаружить местонахождение важных компонентов двигателя и вернулось к поискам в 2019 году .
В июле 2019 года была найдена оторвавшаяся часть двигателя весом 150 килограммов.
27 сентября 2020 года BEA опубликовало окончательный отчет расследования. Согласно отчёту, двигатель №4 вышел из строя из-за низкотемпературного усталостного разрушения детали из сплава Ti-6Al-4V.

## Последствия инцидента
12 октября 2017 года Федеральное авиационное управление США (FAA) выпустило Директиву о чрезвычайной лётной годности (EAD), которая распространяется на все двигатели Engine Alliance GP7270, GP7272 и GP7277. EAD требовала визуального осмотра ступицы вентилятора в течение периода от 2 до 8 недель в зависимости от количества циклов «взлёт-посадка», отработанных двигателем с начала эксплуатации. В июне 2018 года FAA издало еще одну Директиву по лётной годности, требующую проведения вихретоковых испытаний ступиц вентиляторов двигателей GP7000 для проверки наличия трещин в пазах ступицы, служащих для крепления лопастей вентилятора.
В августе 2019 года BEA объявило, что часть концентратора вентилятора, найденная в Гренландии, была исследована компанией-производителем «Engine Alliance» под наблюдением BEA. Металлургическое исследование восстановленного титанового фрагмента ступицы вентилятора выявило подповерхностную усталостную трещину. Трещина возникла в зоне с микротекстурой примерно посередине дна щели. Пока продолжалось исследование перелома, «Engine Alliance» объявила авиакомпаниям-эксплуатантам Airbus A380, что скоро будет запущена кампания по проверке двигателей.

## Дальнейшая судьба самолёта
Air France объявила о планах переправить пострадавший Airbus A380-861 борт F-HPJE обратно в Европу для ремонта, заменив взорвавшийся двигатель аналогичным неработающим для соблюдения балансировки. Такой полёт требовал особого режима, и, следовательно, тренировки экипажа на тренажёре. В дальнейшем этот план был пересмотрен, и 6 декабря 2017 года лайнер совершил перелёт с авиабазы Гуз-Бэй в аэропорт имени Шарля-де-Голля с использованием четырёх работающих двигателей и экипажа Air France. Повреждённый двигатель №4 был доставлен в аэропорт Восточный Мидландс (Великобритания) для осмотра компанией «General Electric» в период с 23 по 25 ноября 2017 года. 15 января 2018 года борт F-HPJE вернулся в эксплуатацию и продолжил эксплуатироваться авиакомпанией Air France.
В мае 2020 года из-за пандемии COVID-19 авиакомпания Air France списала все свои самолёты A380. Последний полёт борт F-HPJE совершил 28 апреля из аэропорта имени Шарля-де-Голля в аэропорт Тарб-Лурд (рейс AF371V). На данный момент самолёт стоит там на хранении вместе с ещё пятью A380 — 2 от авиакомпании Air France и 3 от Singapore Airlines.
Извлечение ступицы вентилятора двигателя №4 из ледникового покрова Гренландии происходило с 29 по 30 июня 2019 года после 20 месяцев и четырёх этапов комплексных авиационных и наземных поисковых операций для обнаружения различных элементов двигателя.